# Alberico
Alberico  è un nome proprio di persona italiano maschile.

## Varianti
- Maschili: Alberigo[1][3][4][5][6]
  - Ipocoristici: Albizzo[1], Bico[1]
- Femminili: Alberica[4][5][6], Alberiga[4][6], Alberice[5], Alberige[4]

### Varianti in altre lingue
- Anglosassone: Ælfric[2]
- Catalano: Alberic[7]
- Francese: Albéric[6]
- Germanico: Albarich[8], Alberich[2][8], Albirich[8][9], Alperich[8], Alberic[2], Albrich[8], Albric[8], Alfric[8]
- Inglese: Aubrey[6][10][11], Alberi[6], Aelfric[6], Auberon[2]
  - Femminili: Aubrey[10], Aubree[10], Aubrie[10]
- Inglese medio: Elric[2]
- Normanno: Aubrey[2]
- Spagnolo: Alberico[7]
- Tedesco: Alberich[5][6], Elberich[5]

## Origine e diffusione

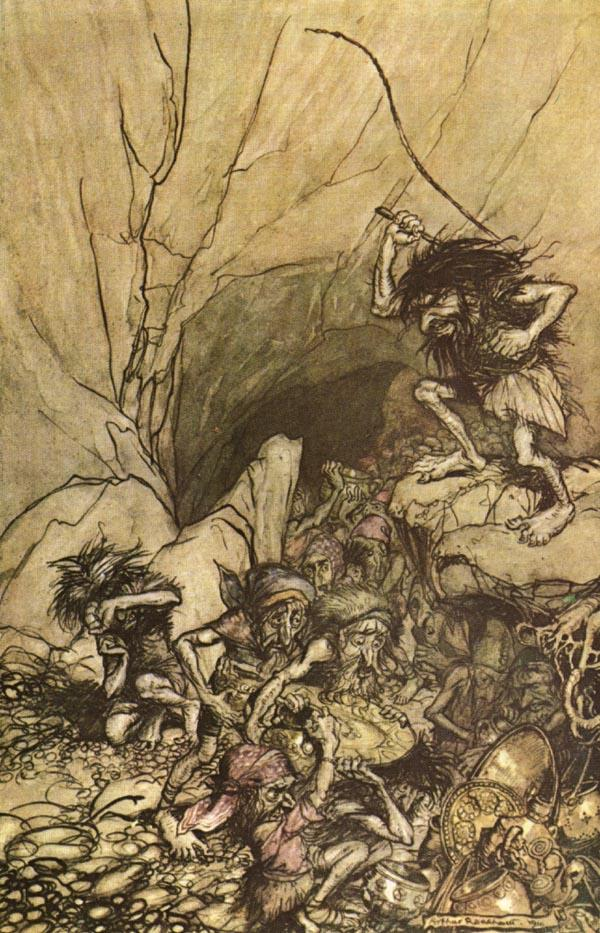
Il re dei nani Alberich in un'illustrazione di Arthur Rackham

Deriva dal nome germanico Alberich, che è composto da alf (o albhi, "elfo") e rich (o rikja, "signore", "potere"); il suo significato complessivo può essere interpretato come "re degli elfi", "signore degli elfi". Il primo elemento si ritrova anche in una manciata di altri nomi di origine germanica, come Alfredo, Elfleda ed Elfrida, mentre il secondo, decisamente più diffuso, è riscontrabile in Enrico, Federico, Alarico, Ulrico e vari altri.
È innanzitutto un nome di tradizione mitologica, portato nelle saghe norrene e anche nel Nibelungenlied da Alberich, il re-stregone dei nani. La sua diffusione in Italia, attestata su tutta la penisola, è dovuta al culto di vari santi, nonché alla fama di numerosi personaggi storici che così si chiamarono.
In Inghilterra il nome è dapprima attestato in una forma imparentata anglosassone, Ælfric, passata in inglese medio come Elric e caduta in disuso con la Conquista, dopo la quale prese piede la forma normanna del nome, Alberic, rapidamente evolutasi in Alberi, Auberi e quindi Aubrey; quest'ultimo nome, esclusivamente maschile durante il Medioevo, venne riportato in voga nel XIX secolo e da metà degli anni 1970, soprattutto negli Stati Uniti è molto più frequente al femminile, probabilmente a causa della somiglianza con Audrey.

## Onomastico
L'onomastico si può festeggiare in memoria di più santi, alle date seguenti:
- 26 gennaio, sant'Alberico, abate di Cîteaux, uno dei fondatori dell'ordine cistercense[7][13]
- 21 luglio, sant'Alberico Crescitelli, missionario e martire a Yentsepien (Shanxi, Cina)[13]
- 29 agosto, sant'Alberico, monaco camaldolese, eremita sul monte Fumaiolo[3][13]

## Persone

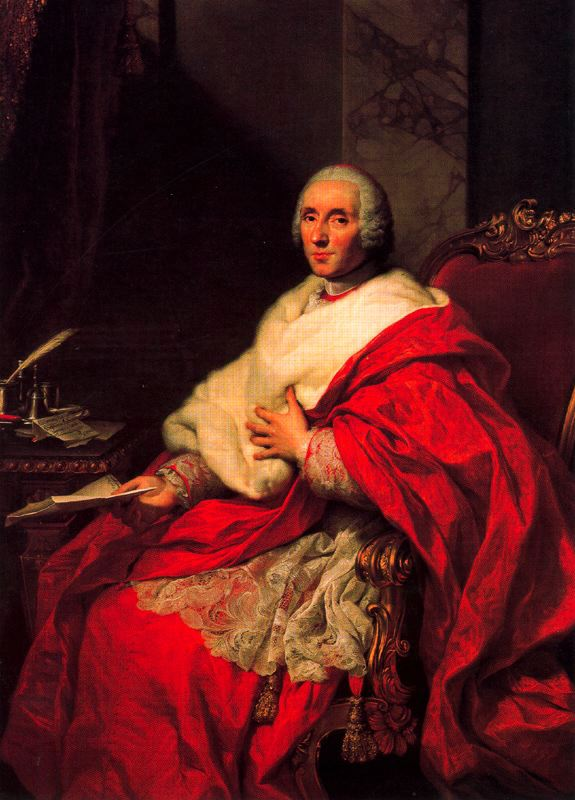
Alberico Archinto

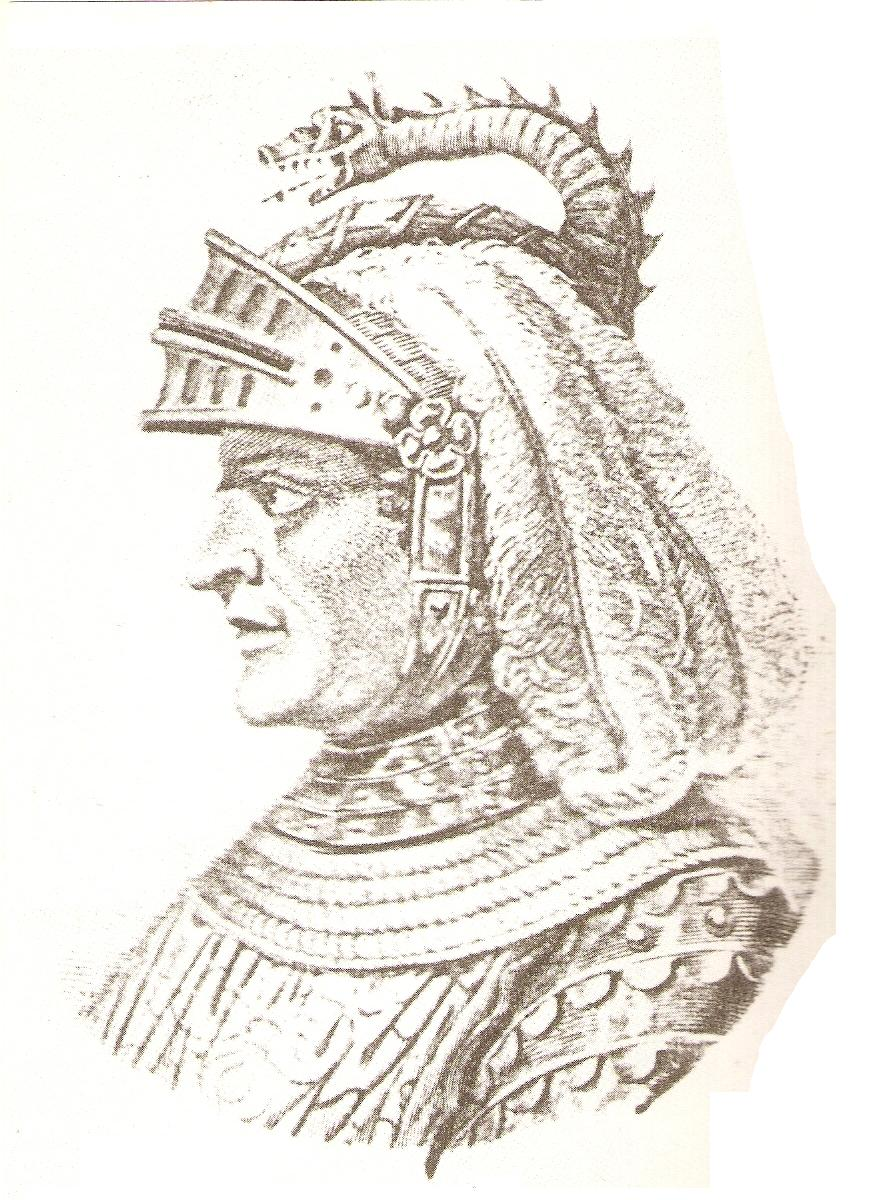
Alberico da Barbiano

- Alberico da Barbiano, condottiero e capitano di ventura italiano
- Alberico di Cîteaux, abate e santo francese
- Alberico II da Barbiano, condottiero e capitano di ventura italiano
- Alberico II di Dammartin, conte di Dammartin e signore di Lillebonne
- Alberico di Montecassino, monaco italiano
- Alberico da Romano, condottiero e trovatore italiano
- Alberico da Rosciate, giurista, letterato e ambasciatore italiano
- Alberico da Settefrati, monaco italiano
- Alberico I di Spoleto, Marchese di Camerino e Duca di Spoleto
- Alberico II di Spoleto, duca e patrizio romano, figlio di Alberico I e Marozia
- Alberico Albricci, politico e militare italiano
- Alberico Archinto, cardinale italiano
- Alberico Benedicenti, farmacologo e chimico italiano
- Alberico Broglia di Chieri, condottiero e capitano di ventura italiano
- Alberico I Cybo-Malaspina, Marchese di Massa e Signore di Carrara
- Alberico II Cybo-Malaspina, Principe di Massa e Marchese di Carrara
- Alberico III Cybo-Malaspina, Duca di Massa e Principe di Carrara
- Alberico Evani, allenatore di calcio ed ex calciatore italiano
- Alberico Gentili, giurista italiano
- Alberico Sala, scrittore, poeta e critico d'arte italiano

### Variante Alberigo
- Alberigo Crocetta, produttore discografico e talent scout italiano
- Alberigo Lenza, politico italiano
- Alberigo Oreste Talarico, medico e politico italiano

### Variante Albéric
- Albéric Clément, militare francese

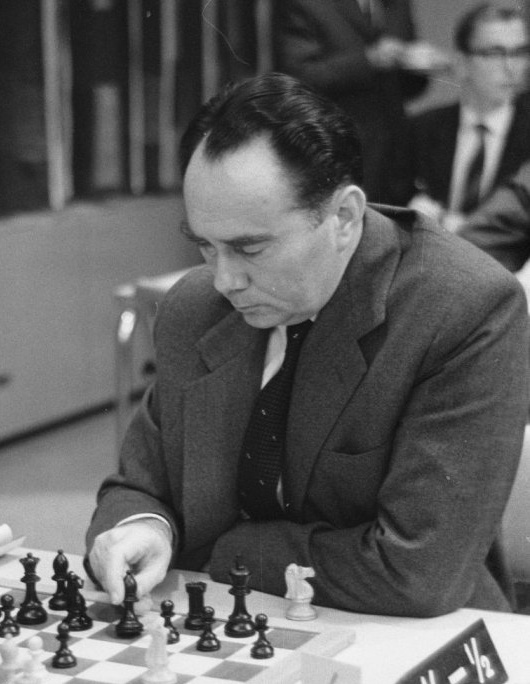
Albéric O'Kelly de Galway

- Albéric Magnard, compositore francese
- Albéric O'Kelly de Galway, scacchista belga

### Variante Aubrey

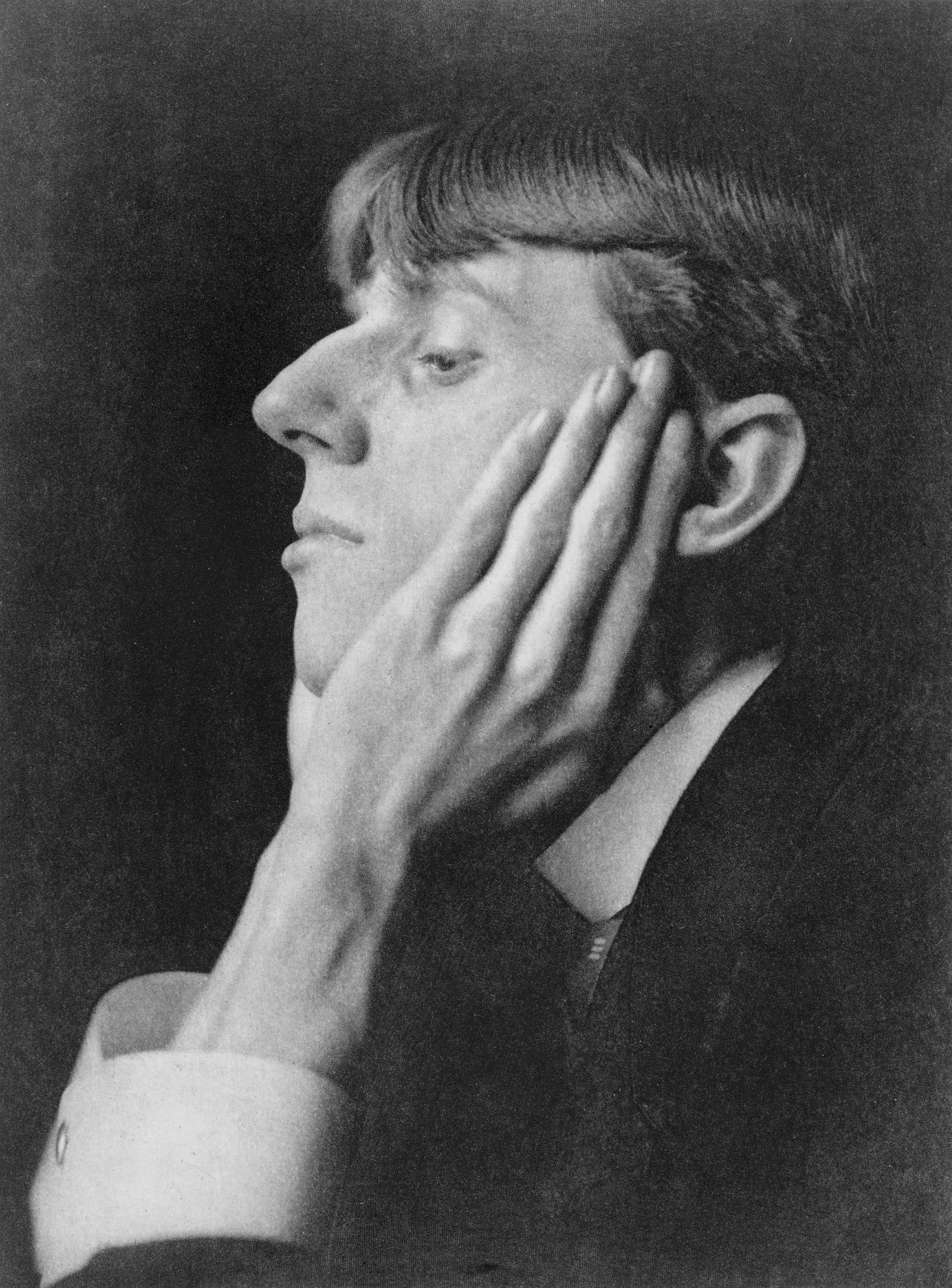
Aubrey Beardsley

- Aubrey Beardsley, illustratore, scrittore e pittore britannico
- Aubrey Beauclerk, VI duca di St. Albans, politico britannico
- Aubrey Beauclerk, V duca di St. Albans, nobile britannico
- Aubrey Burl, archeologo britannico
- Aubrey Coleman, cestista statunitense
- Aubrey Davis, cestista statunitense
- Aubrey de Grey, biochimico britannico
- Aubrey de Vere, XX conte di Oxford, militare britannico
- Aubrey Drake Graham, vero nome di Drake, attore e rapper canadese
- C. Aubrey Smith, crickettista e attore britannico

### Altre varianti maschili
- Alberic Schotte, ciclista su strada e pistard belga
- Alberik Zwyssig, compositore svizzero

### Variante femminile Aubrey
- Aubrey Addams, pornoattrice statunitense
- Aubrey Dollar, attrice statunitense
- Aubrey O'Day, cantante statunitense
- Aubrey Plaza, attrice e comica statunitense

## Il nome nelle arti
- Alberigo dei Manfredi, più noto come Frate Alberigo, è un personaggio della Divina Commedia di Dante Alighieri.
- Albéric Varenne era uno pseudonimo utilizzato da Jacques Laurent.
- Aubrey è un brano musicale dei Bread del 1972